# Люцерна серпувата
{{#ifeq:0|0|{{#if:|{{#if:Medicagofalcata|[[]}}|}}}}
Люцерна серпувата (Medicago falcata) — вид рослин родини бобові (Fabaceae), поширений у Європі, помірній і тропічній Азії й Марокко.

## Опис
Багаторічна трав'яниста рослина (20)40–100(120) см завдовжки. Стебла прямостійні або висхідні, гіллясті з округлим поперечним перерізом. Прилистки від ланцетних до лінійно-ланцетних, верхівки загострені. Листочки від обернено яйцюватих до лінійних, (5)8–15(20) × (1)2–5(10) мм, запушені знизу, голі або притиснуто запушені зверху; поля дрібно зубчасті у верхівковій 1/4 або 2- чи 3-зубчасті; верхівки округлі, тупі, або гострі. Суцвіття 10–20(40) мм, з 6–20(25) квітами; приквітки ≈1 мм; квітконіжки 2–3 мм. Віночок жовтий, 6–9(11) мм. Плоди (8)10–15 × 2.5–3.5(4) мм, притиснуто дрібно запушені. Насіння 2–4, буре, яйцеподібно-еліптичне, ≈ 2 × 1.5 мм.

## Поширення
Поширений у Марокко, Європі (уся крім Ісландії, Фінляндії й островів Середземного моря) та Азії (помірна й тропічна до північного Китаю).

## Галерея

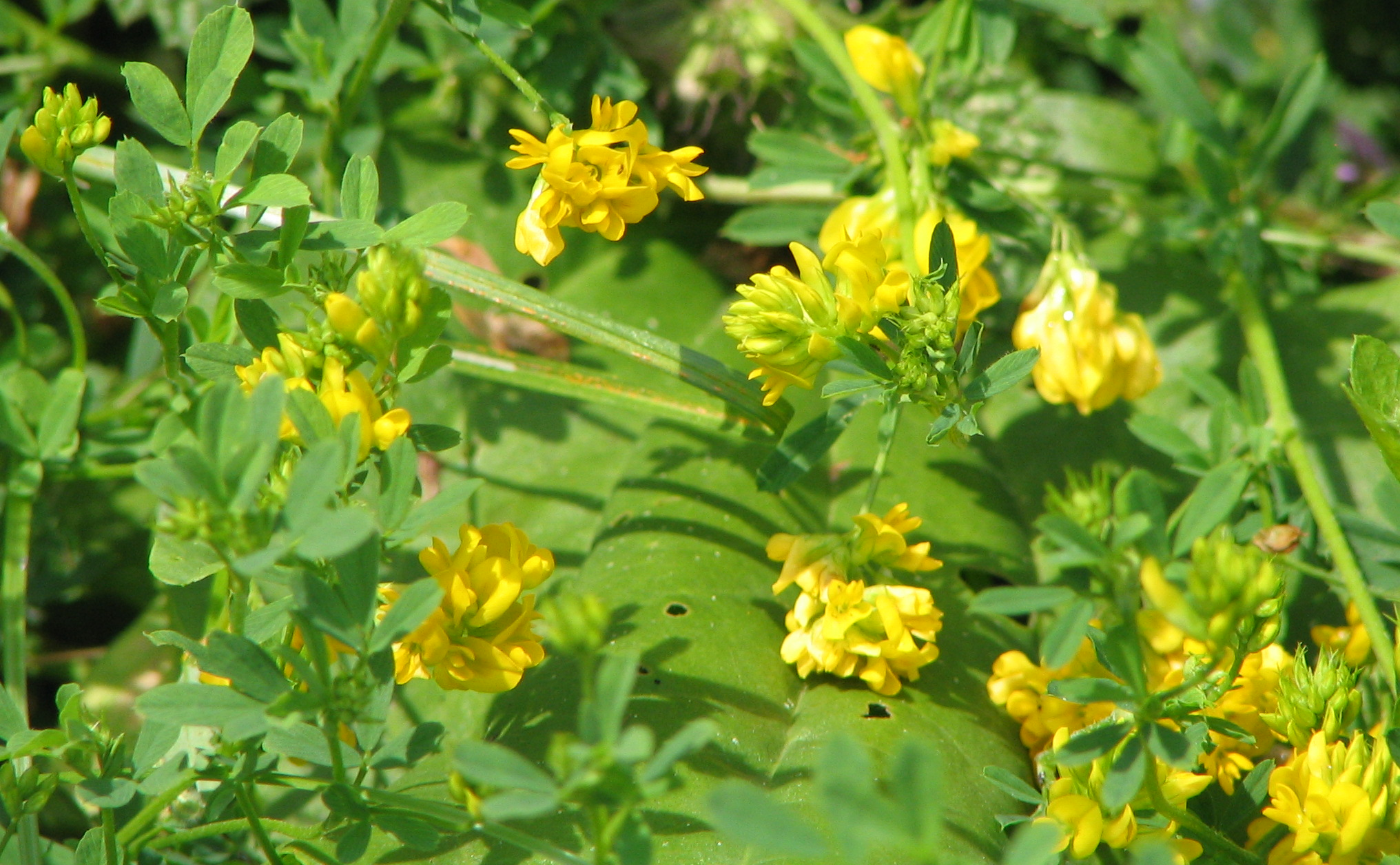
загальний вигляд
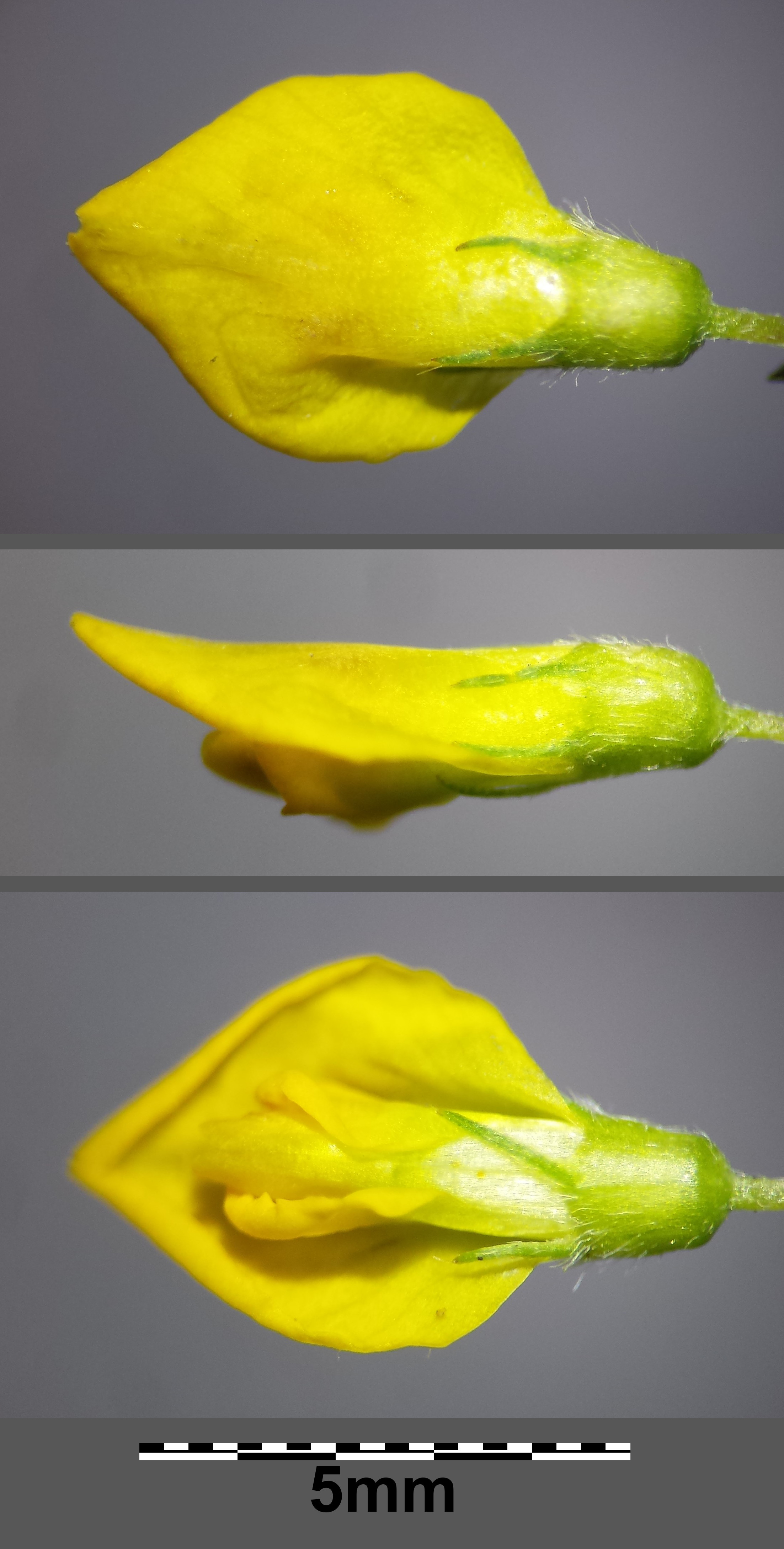
квітка
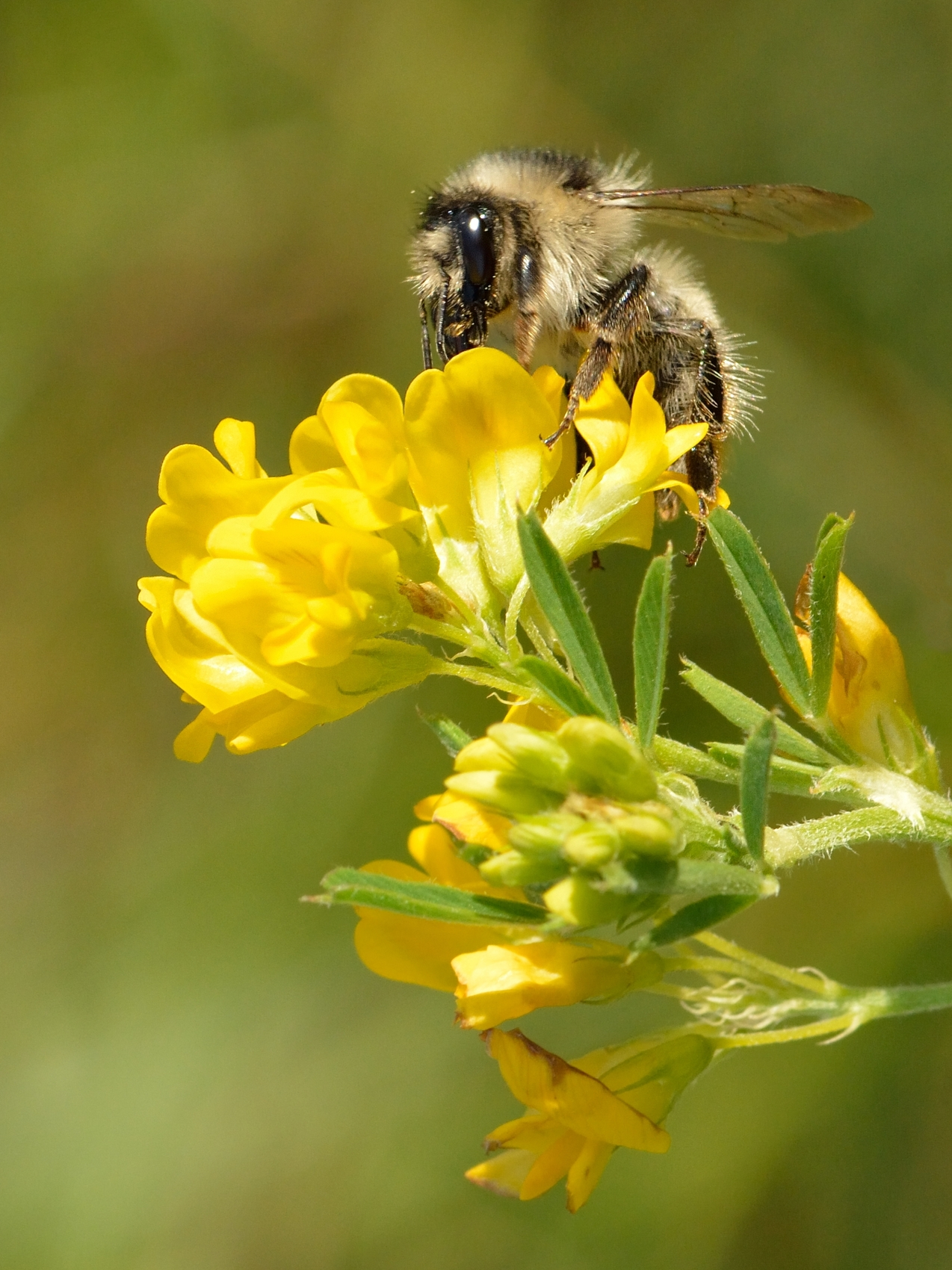
запилення за допомогою Bombus sylvarum
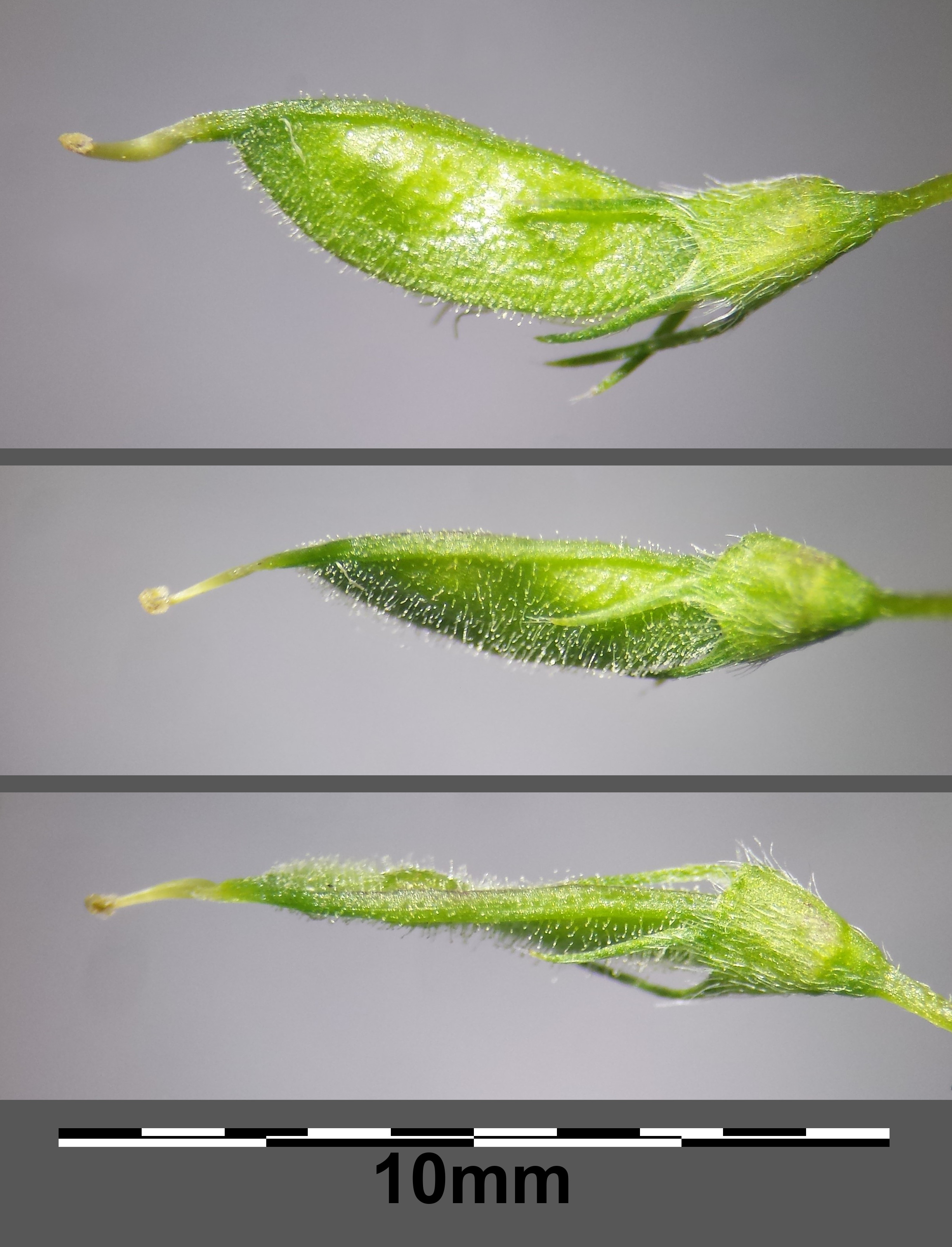
плід
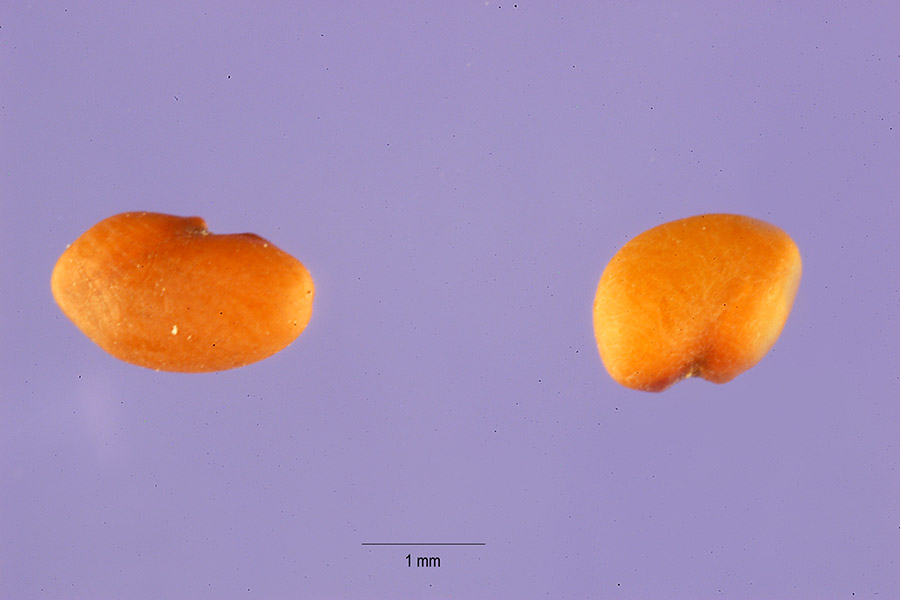
насіння
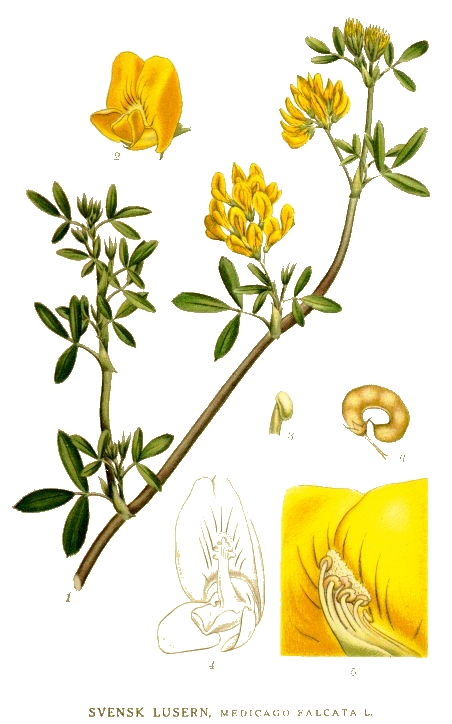
ілюстрація